# ヘンリー六世 第3部

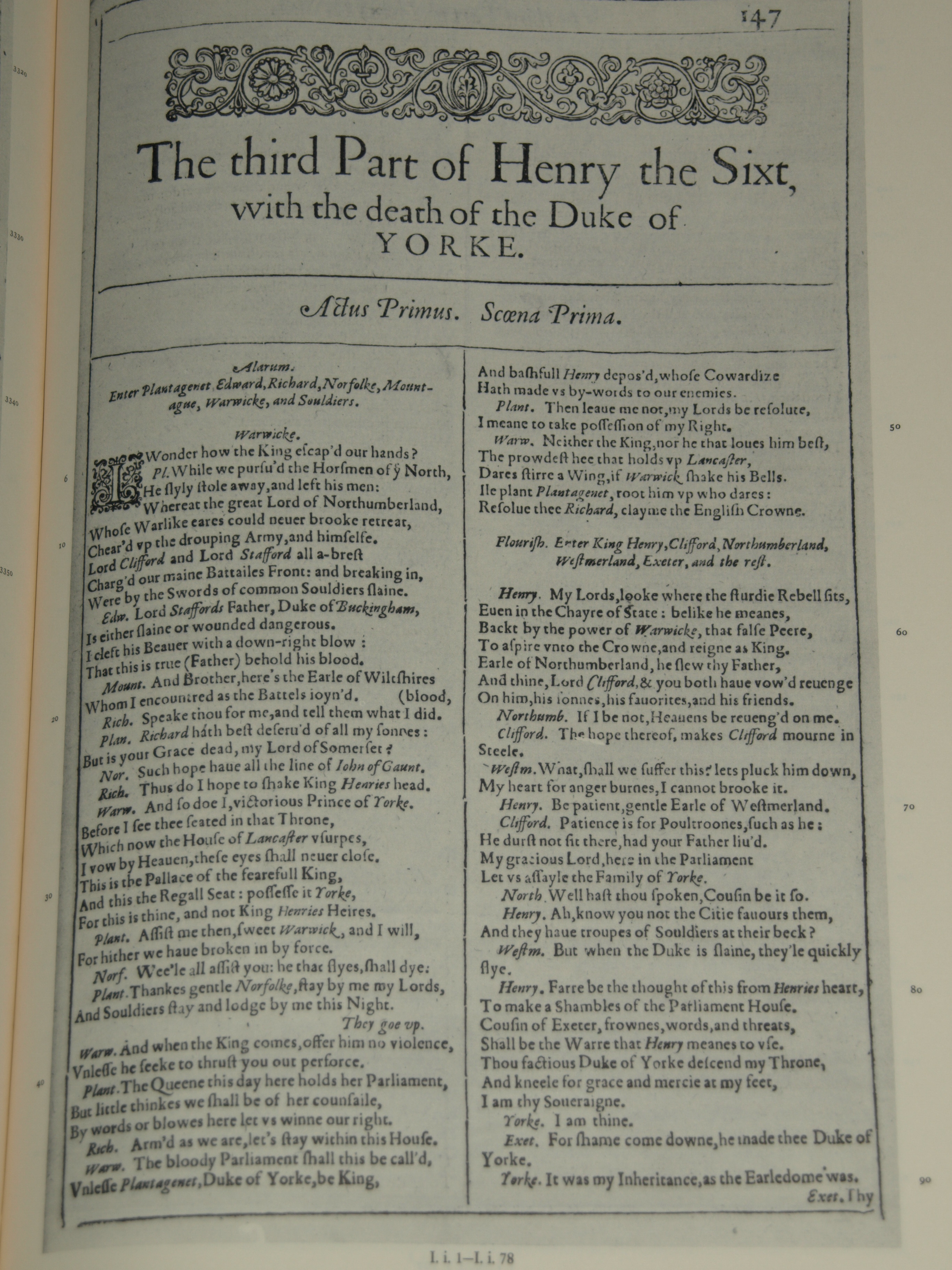
「ファースト・フォリオ」（1623年）から『ヘンリー六世 第3部』の表紙の複写

『ヘンリー六世 第3部』（ヘンリーろくせい だいさんぶ、The Third Part of King Henry the Sixth または Henry the Sixth, Part 3）は、ウィリアム・シェイクスピアの史劇で、1590年頃の作と信じられている。イングランド王ヘンリー六世の時代が舞台で、書かれた順番ははっきりしないが、『ヘンリー六世 第1部』、『ヘンリー六世 第2部』の続編で、シェイクスピアの代表作にして問題作の『リチャード三世』に繋がる作品である。
『ヘンリー六世』三部作の中では最も優れていて、感動的なドラマを作りあげるシェイクスピアの才能の証拠であると言われている。その中でも、特筆すべきは以下の場面である。
- 第1幕第4場 - 幼い息子の血で染まったハンカチで涙を拭えと言う残忍な王妃マーガレットに対するヨーク公の激しい非難（「O tiger's heart wrapp'd in a woman's hide!（おお、女の下に隠された虎の心!）」）。それに続く、マーガレットとクリフォード卿によるヨーク公への拷問のような罵りとその末の殺害。
- 第2幕第5場 - 戦争で我が子を殺した父と、その逆に父親を殺した息子の嘆きを耳にして、戦争の悲惨さと王の試練に苦悶するヘンリー六世。
- 第5幕第5場 - 復讐のため息子を目の前で惨殺された王妃マーガレットの悲痛さ。
- 第5幕第6場 - ヘンリー六世の劇的な最期。
- 第3幕第2場 - 上記のシリアスさとうってかわって、好色なエドワード四世が人妻を口説く滑稽なシーン。後のシェイクスピアのロマンティック・コメディを暗示させる。

前2作同様、『ヘンリー六世 第3部』は、ホールやホリンシェッドの年代記といった歴史的文献を元にしているが（詳細は後述）、ドラマのために事件を潤色・圧縮・変更している。とくにのちのリチャード3世、グロスター公リチャードは歴史を歪め、劇的に、奇怪なマキャヴェリストとして、歴史上の人物あるいは人間というよりも歴史のメカニズムの代弁者として描いている。さらにリチャードは劇の登場人物ならしめるために実際の年齢より相当加齢させているが、これはルネサンス期の史劇ではよくあることだった。

## 材源
シェイクスピアが『ヘンリー六世 第3部』で主に材源にしたのは、ラファエル・ホリンシェッド（Raphael Holinshed）の『年代記（Chronicles）』（1587年出版の第2版）で、それが劇に「terminus ad quem（目標）」を与えた。エドワード・ホール（Edward Hall）の『ランカスター、ヨーク両名家の統一（The Union of the Two Illustrious Families of Lancaster and York）』（1542年）も参考にしたようで、研究者たちは他にも、サミュエル・ダニエル（Samuel Daniel）の薔薇戦争を題材とした詩にシェイクスピアは通じていたのではと示唆している。

## 創作年代とテキスト
シェイクスピアの初期の作品の一つで、（三部作の他の2作とともに）1590年頃に書かれた。1595年に『ヨーク公リチャードの実話悲劇、そして良王ヘンリー六世の死（The true Tragedie of Richard Duke of Yorke, and the death of good King Henrie the Sixt）』として出版された。この時のテキストは1600年と1619年に再版されたが（1619年版はウィリアム・ジャガード（William Jaggard）の「フォールス・フォリオ」に収められたもの）、「ファースト・フォリオ」（1623年）との関連性は研究者たちの間で諸説ある。19世紀には、『ヨーク公リチャードの実話悲劇』はシェイクスピアが『ヘンリー六世 第3部』の元にした作者不明の劇と見る傾向があり、何人かの研究者たちはその作者に、トマス・ロッジ（Thomas Lodge）やジョージ・ピール（George Peele）のような有名劇作家の名前を挙げさえもした。1929年にピーター・アレグザンダーが、このテキストはオリジナルを書き留めたか、記憶を頼りに再現した「悪い四折版（Bad quarto）」であると主張して、それが現代の批評家たちの意見となっている。

## 上演史
『ヘンリー六世 第3部』が1592年の時点で上演されていたことは、その年にロバート・グリーンがパンフレット『A Groatsworth of Wit』でこの劇のパロディを書いていることから間違いない。1595年版の表紙には、それまでに「何回か上演された」と書かれている。
2016年には、第2部と合わせてBBCがテレビ映画シリーズ『ホロウ・クラウン/嘆きの王冠』の一篇として製作した。

## 登場人物

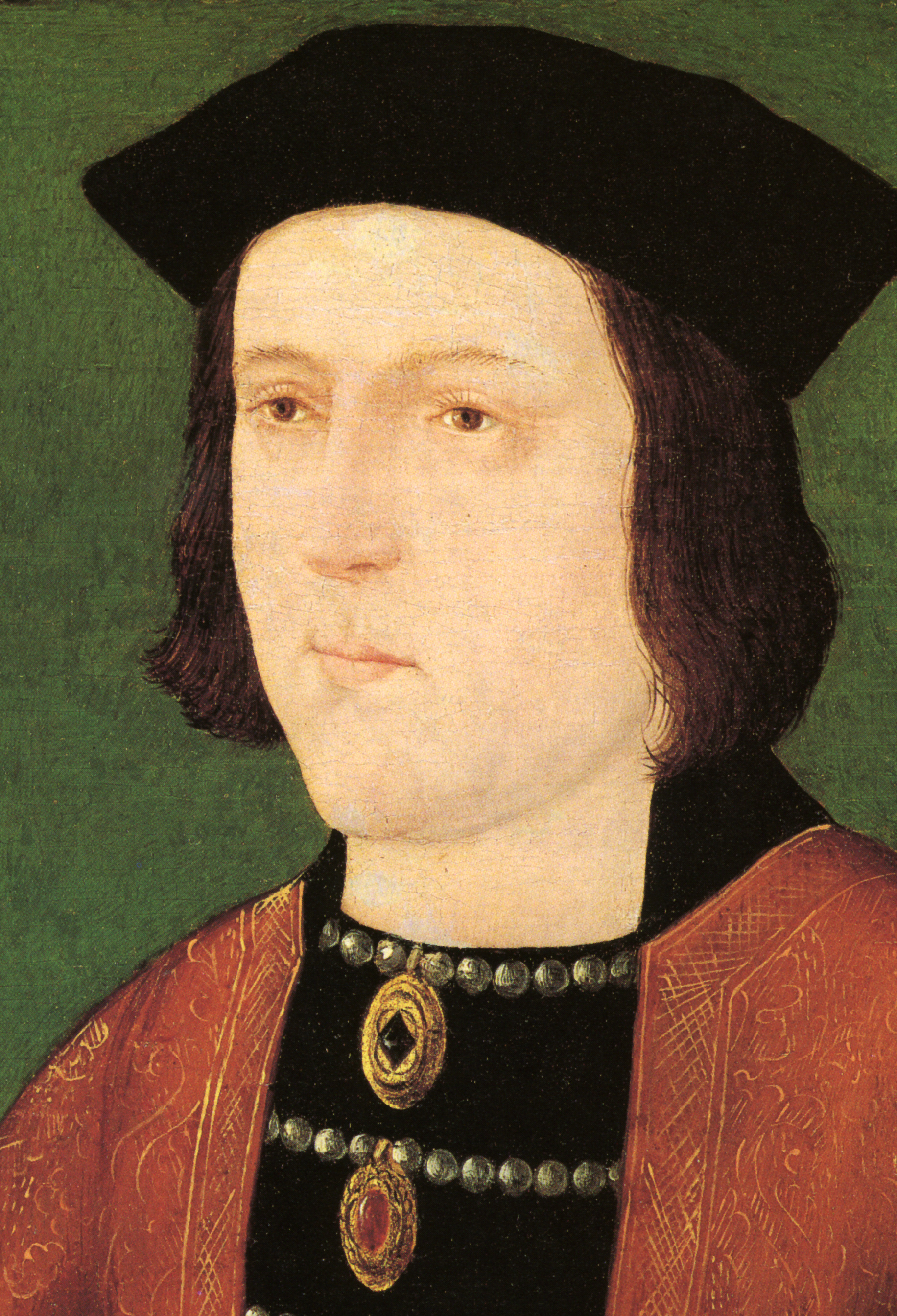
エドワード四世

- 王ヘンリー六世（King Henry VI）
- 皇太子エドワード（Edward, Prince of Wales） - ヘンリー六世の息子。
- フランス王（King of France）
- サマセット公（Duke of Somerset）
- エクセター公（Duke of Exeter）
- オックスフォード伯（Earl of Oxford）
- ノーサンバランド伯（Earl of Northumberland）
- ウェストモーランド伯（英語版）（Earl of Westmorland）- 初代ウェストモーランド伯の孫。
- クリフォード卿（Lord Clifford）
- ヨーク公（Duke of York）- 妻は、初代ウェストモーランド伯の娘セシリー・ネヴィル。
- マーチ伯エドワード（Edward, Earl of March）のちに王エドワード四世（King Edward IV） - ヨーク公の息子。
- ラットランド伯エドムンド（Edmund, Earl of Rutland） - ヨーク公の息子。
- クラレンス公ジョージ（George, Duke of Clarence）） - ヨーク公の息子。
- グロスター公リチャード（Richard, Duke of Gloucester） - ヨーク公の息子。のちのイングランド王リチャード三世。
- ノーフォーク公（Duke of Norfolk）
- モンターギュ侯（Marquess of Montagu）
- ウォリック伯（Earl of Warwick）
- ペンブルック伯（Earl of Pembroke）
- ヘイスティングス卿（Lord Hastings）
- スタフォード卿（Lord Stafford）
- サー・ジョン・モーティマー（Sir John Mortimer） - ヨーク公の叔父。
- サー・ヒュー・モーティマー（Sir Hugh Mortimer） - ヨーク公の叔父。
- リッチモンド伯ヘンリー（Henry, Earl of Richmond） - のちのイングランド王ヘンリー七世。
- リヴァーズ卿（Lord Rivers） - レディ・グレーの弟。
- サー・ウィリアム・スタンレー（Sir William Stanley）
- サー・ジョン・モンゴメリー（Sir John Montgomery）
- サー・ジョン・サマーヴィル（Sir John Somerville）
- ラットランドのチューター（Tutor to Rutland）
- ヨーク市長（Mayor of York）
- コヴェントリー市長（Mayor of  Coventry）
- ロンドン塔の長官代理（Lieutenant of the Tower）
- 貴族（Nobleman）
- 2人の森番（Two Keepers）
- 猟師（Huntsman）
- 自分の父親を殺した息子（Son that has killed his father）
- 自分の息子を殺した父親（Father that has killed his son）
- 王妃マーガレット（Queen Margaret）
- レディ・グレー（Lady Grey）のちにエドワード四世の王妃（Queen to Edward IV）
- ボーナ（Bona） - フランス王妃の妹。
- 兵士たち（Soldiers）、従者たち（attendants）、その他

## あらすじ

### 第1幕
劇はヨーク公リチャードと現イングランド王ヘンリー六世、ならびにそれぞれの支持者たちの対面で幕を開ける。ウォリック伯リチャード・ネヴィルの武力行使も厭わぬ脅迫で、ヘンリー六世はヨーク公を王位継承者にすると約束する。その臆病さに失望して、ヘンリー六世は支持者たちからも見放される。王妃マーガレット・オブ・アンジューはこの約束に同意できないと明言し（第1場）、若きクリフォード卿たち、息子である皇太子エドワードの助力を得て、ヨーク家軍に宣戦布告する。（第2場）
ウェイクフィールドの戦い（1460年）でヨーク家軍は敗れる。クリフォード卿がヨーク公の幼い息子（実際は17歳で戦いにもフルに参加していたのだが）ラットランド伯を殺害するくだりは、シェイクスピアの作品の中でも血生臭く胸が引き裂かれるような場面の一つである。（第3場）
さらにマーガレットとクリフォード卿はヨーク公を愚弄したうえに殺害する。（第4場）

### 第2幕
ウォリック伯とヨーク公の長男エドワードらは、タウトンの戦い（1461年）でマーガレットの軍に報復し、クリフォード卿は戦死する。戦いの後、エドワードは王エドワード四世を宣言し、ジョージをクラレンス公、リチャードをグロスター公にする。リチャード（のちのリチャード三世）はシェイクスピア劇の有名な悪役の一人で、その徴候をうかがわせるが、実際にはこの戦いの当時、まだ10歳にもなっていなかった。（第3場 - 第6場）

### 第3幕
ウォリック伯はフランス王の妹をエドワード四世の妃にもらおうとフランス王宮に行く。そこにはマーガレットと皇太子エドワードがいてフランスに援軍を頼んでいるところだった。しかし、エドワードがレディ・グレー（エリザベス・ウッドヴィル）と結婚したと聞かされて、ウォリック伯はエドワード四世を見限って、マーガレットと和解し、娘を皇太子エドワードに嫁がせることにも同意する。（第3場）

### 第4幕
ウォリック伯のもう一人の娘は、仲間になったクラレンス公に嫁がせることにする。（第1場）
ウォリック伯たちの侵攻は成功し、エドワード四世を捕虜とするが（第2場）、すぐに弟リチャードと忠実なヘイスティングス卿により救出される（第5場）。
ヘンリー六世は再び王に復位し、ウォリック伯とクラレンス公を摂政に任命する。そこにエドワード四世逃亡の報せが届き、ジョン・オブ・ゴーントの子孫でランカスター家の相続人たりうる若きリッチモンド伯（のちのイングランド王ヘンリー七世）は身の安全のためフランスに船で亡命する。（第6場）

### 第5幕
バーネットの戦い（1471年）でエドワード四世はウォリック伯を打ち負かし、ウォリック伯は戦死する。（第2場）
続くテュークスベリーの戦いでは、エドワード四世は皇太子エドワードを殺害し、王妃マーガレットを捕虜とする。（第5場）
ひそかに王の座を狙うグロスター公リチャードは、その手始めにロンドン塔に幽閉されていたヘンリー六世を暗殺する。この時、ヘンリー六世はリチャードの極悪非道な生涯と未来の汚名を予言する。（第6場）
劇はヨーク家の輝かしい勝利で終わる。エドワード四世には息子も生まれる。ランカスター家の者は殺されるか追放するかする。リチャードだけがまだ続きがあることを知っている。（第7場）

### 日本語訳テキスト
- ヘンリー六世 シェークスピヤ全集 第28巻（訳：坪内逍遙、新樹社、のち名著普及会）
- ヘンリー六世 全三部（訳：小津次郎・武井ナヲエ、「世界古典文学全集 43 シェイクスピアⅢ」筑摩書房）
- ヘンリー六世 全三部 シェイクスピア全集（訳：小田島雄志、解説：高村忠明、白水社、のち白水Uブックス 三分冊）
- ヘンリー六世 全三部「シェイクスピア全集19」（訳：松岡和子、ちくま文庫）